# 歓喜の舞台
『歓喜の舞台』（かんきのぶたい）は、関ジャニ∞の楽曲。2020年8月19日に44枚目のシングル『Re:LIVE』のカップリングとしてINFINITY RECORDSから発売された。フジテレビ系スポーツ情熱ソングである。

## 概要
- 作詞・作曲はGAKU、編曲は大西省吾が担当。
- 本曲は、フジテレビ系で制作されるスポーツ番組で使用される『フジテレビ系スポーツ情熱ソング』として書き下ろされた楽曲[1]。
  - 同タイアップに対し、メンバーの村上信五は「選手の皆さんそれぞれが掲げる目標に向けて努力する強い信念と覚悟、僕らでは計り知れぬ苦悩や葛藤、それらすべてを乗り越え、いざ勝負を決する舞台に立つ選手の姿を思い浮かべながら楽曲と向き合わさせていただきました。僕たちも魂を込めてレコーディングさせていただきましたので、スポーツに打ち込む選手を熱く、そして誇り高く、音楽を通して応援させていただければと思います」とコメントした[1]。
- 2018年9月20日、フジテレビ系『2018世界柔道選手権』にて本曲が初オンエアされた[1]。
- 2018年10月29日 - 、村上がナビゲーターを務める冠番組、フジテレビ系『村上信五∞情熱の鼓動』の番組テーマソングに起用された[3]。
- 2019年9月5日、当時メンバーの錦戸亮がグループの脱退とジャニーズ事務所の退所を発表[4]。同発表以前は本曲の6人でレコーディングされた音源が各タイアップで使用されていたが、同発表後は基本的に5人で再レコーディングされた音源が使用されている[注 2]。
- 2019年11月2日・3日、村上がキャプテンを務める、フジテレビ系『FNS27時間テレビ にほんのスポーツは強いっ!』の番組テーマソングに起用された[5]。
- 2020年8月19日、自身の44thシングル『Re:LIVE』のカップリングとして本曲を収録[2]。本曲の解禁から約2年を経て、最終的に5人でレコーディングされた音源が初めてCD化された[注 3]。
- 2020年9月22日、本曲のミュージック・ビデオが公開された[6]。同MVは、自身のライブツアー『関ジャニ∞ 47都道府県ツアー UPDATE』の内、ツアー開幕の大阪公演から徳島公演までの全20公演[注 4]の映像を元に制作されている[7]。
- 2021年6月26日、自身の楽曲「凛」がフジテレビ系『Network. Song for Athletes』に起用された[8]。以降、番組テーマソングとして起用されていた上述の『村上信五∞情熱の鼓動』を含め、本曲が使用されてきた各スポーツ番組では全て「凛」が使用されている。
- 2021年11月17日、自身の10thアルバム『8BEAT』の通常盤に本曲が収録された[9]。自身のシングルのカップリングがアルバムに収録されるのは初である。
- 2023年7月2日、ライブツアー『関ジャニ∞ ドームLIVE 18祭』の映像が使用された、本曲のメモリアルムービーが公開された[10]。

## クレジット
※本曲が収録されたアルバム『8BEAT』のクレジットより。

### 作詞・作曲・編曲
- 作詞・作曲：GAKU
- 編曲：大西省吾

### 参加ミュージシャン
- Drums：濵﨑大地
- E Bass：宮本將行
- A Piano：佐藤真吾
- Strings：雨宮麻未子ストリングス
- E Guitar & all other Instruments：大西省吾

## タイアップ
- フジテレビ系スポーツ情熱ソング[1]
- フジテレビ系『村上信五∞情熱の鼓動』テーマソング[3]
- フジテレビ系『FNS27時間テレビ にほんのスポーツは強いっ!』テーマソング[5]

## 収録作品

### シングル
- 44thシングル『Re:LIVE』(通常盤)

### アルバム
- 10thアルバム『8BEAT』(通常盤)
- 配信限定アルバム『関ジャニ∞のいろは』

※1ハーフバージョンを収録。
- 配信限定アルバム『関ジャニ∞のいろは2023』

※1ハーフバージョンを収録。

### 映像作品

#### ライブ映像
- 44thシングル『Re:LIVE』(期間限定盤B 特典DVD)
- 21stライブDVD/Blu-ray『KANJANI∞ STADIUM LIVE 18祭』(初回限定盤A 特典DVD/Blu-ray)
- 22ndライブBlu-ray/DVD『KANJANI∞ DOME LIVE 18祭』

## テレビ歌唱
- ベストアーティスト2020（2020年11月25日、日本テレビ）[11]